# Zuzanna Szadkowski
Zuzanna Szadkowski (Varsavia, 22 ottobre 1978) è un'attrice polacca naturalizzata statunitense, nota per il ruolo di Dorota Kishlovsky nella serie televisiva Gossip Girl.

## Biografia
Zuzanna Szadkowski nasce il 9 agosto 1978 a Varsavia, in Polonia, e si trasferisce negli Stati Uniti all'età di tre anni. Frequenta la R. Nelson Snider High School di Fort Wayne, dove si diploma nel 1997, il Barnard College di New York e l'Università di Harvard, dove ottiene un master in recitazione dall'Institute for Advanced Theater Training.
Nel 2010 apre una scuola di recitazione con Sam Weisman, il Sam Weisman Studio, a New York.

## Carriera
Szadkowski debutta come attrice nel 2006 in un episodio della quinta stagione di Law & Order: Criminal Intent, tornando in un altro episodio della settima. Nel 2007, ottiene un ruolo da guest star in I Soprano ed entra nel cast della serie televisiva Gossip Girl nel ruolo di Dorota Kishlovsky. Nel 2009, il canale The CW produce una web serie spin-off dal titolo Chasing Dorota e appare in tre episodi della serie Sentieri.
Nel 2011 è nel cortometraggio The Pilot Season Survival Guide ed entra nel cast del film Legacy, in uscita nel 2013.

## Filmografia

### Cinema
- The Pilot Season Survival Guide, regia di Brendan Choisnet e Ballard C. Boyd – cortometraggio (2011)
- Tower Heist - Colpo ad alto livello (Tower Heist), regia di Brett Ratner (2011) – non accreditata
- Where Is Joel Baum?, regia di Pearl Gluck (2012)
- Butterflies of Bill Baker, regia di Sania Jhankar (2013)
- Growing Up and Other Lies, regia di Darren Grodsky e Danny Jacobs (2014)
- Loserville, regia di Lovell Holder (2016)
- Pigeon, regia di Eli Rarey – cortometraggio (2018)
- Worth - Il patto (Worth), regia di Sara Colangelo (2020)
- Minyan, regia di Eric Steel (2020)
- Ill Feelings, regia di Allison Flom – cortometraggio (2020)

### Televisione
- Law & Order: Criminal Intent – serie TV, episodi 5x12-7x04 (2006-2007)
- I Soprano (The Sopranos) – serie TV, episodi 6x13-6x18 (2007)
- Gossip Girl – serie TV, 79 episodi (2007-2012)
- Chasing Dorota – web serie, 6 webisodi (2009)
- Sentieri (The Guiding Light) – serial TV, 3 puntate (2009)
- New York Picture Company Sketch Show – programma TV, puntata 2x05 (2014)
- The Knick – serie TV, 15 episodi (2014-2015)
- Elementary – serie TV, episodio 3x10 (2015)
- Girls – serie TV, episodi 4x02-4x03-4x04 (2015)
- Things I Hate – web serie, webisodi sconosciuti (2016)
- The Good Wife – serie TV, episodio 7x17 (2016)
- Search Party – serie TV, episodio 2x09 (2017)
- Bull – serie TV, episodio 5x12 (2021)
- Modern Love – serie TV, episodio 2x07 (2021)
- Gossip Girl – serie TV, episodio 1x10 (2021)
- The Gilded Age – serie TV, 6 episodi (2022)

## Doppiatrici italiane
Nelle versioni in italiano delle opere in cui ha recitato, Zuzanna Szadkowski è stata doppiata da:
- Micaela Incitti in Gossip Girl, Chasing Dorota, Bull
- Germana Pasquero in Law & Order: Criminal Intent (ep. 5x12), Sentieri
- Cristina Giolitti in Law & Order: Criminal Intent (ep. 7x04)
- Laura Romano in Tower Heist - Colpo ad alto livello
- Tenerezza Fattore in The Knick